# Leucauge atrostricta
Leucauge atrostricta este o specie de păianjeni din genul Leucauge, familia Tetragnathidae, descrisă de Badcock în anul 1932.
Este endemică în Paraguay. Conform Catalogue of Life specia Leucauge atrostricta nu are subspecii cunoscute.